# Hieronim Ciechanowicz
Hieronim Ciechanowicz herbu Nałęcz (zm. przed 11 listopada 1650 roku) – sędzia ziemski smoleński w latach 1636-1650, podsędek smoleński w latach 1622-1636,  wójt smoleński w latach 1614-1650.
Poseł na sejm nadzwyczajny 1635 roku, sejm 1638 roku, sejm 1641 roku, sejm 1642 roku, sejm 1646 roku. Poseł na sejm koronacyjny 1649 roku, sejm 1649/1650 roku, sejm nadzwyczajny 1654 roku.